# Metopia frontalis
Metopia frontalis är en tvåvingeart som först beskrevs av Pierre André Latreille 1802.  Metopia frontalis ingår i släktet Metopia och familjen köttflugor. Inga underarter finns listade i Catalogue of Life.